# Grammy Award alla miglior interpretazione R&B tradizionale
Il Grammy Award alla miglior interpretazione R&B tradizionale (Best Traditional R&B Performance) è un premio Grammy istituito nel 1999, con l'intento di premiare artisti di musica R&B tradizionale di qualità. Fino al 2002 il premio veniva assegnato esclusivamente agli album, mentre attualmente sono ammissibili solamente singoli o tracce appartenenti a un album.
Tra il 1999 e il 2002 il premio era indicato con la denominazione Miglior album vocale R&B tradizionale, per poi essere rinominato Miglior esibizione vocale R&B tradizionale. Il titolo è stato valido fino al 2012, anno in cui è stato poi rinominato nuovamente nell'attuale Miglior interpretazione R&B tradizionale.
Il premio viene consegnato agli artisti. I produttori, ingegneri e autori possono fare richiesta di un certificato che attesti la vittoria.
Lalah Hathaway e Beyoncé detengono il maggior numero di vittorie in questa categoria, con 3 premi ciascuna. Anthony Hamilton ha ottenuto il maggior numero di candidature, con 5. Alla 66ª edizione dei Grammy Awards la figlia di Victoria Monét, Hazel, di soli due anni, è diventata l'artista più giovane a ricevere una candidatura nella storia dei Grammy Awards, essendo accreditata nella canzone della madre Hollywood, nominata nella categoria.

## Vincitori e candidati

### Anni 1990
- 1999[4][5]
  - Patti LaBelle – Live! One Night Only
  - Regina Belle – Believe in Me
  - Aaron Neville – To Make Me Who I Am
  - The Temptations – Phoenix Rising
  - Luther Vandross – I Know

### Anni 2000
- 2000[6][5]
  - Barry White – Staying Power
  - Peabo Bryson – Unconditional Love
  - The Neville Brothers – Valence Street
  - Wilson Pickett – It's Harder Now
  - Smokey Robinson – Intimate
- 2001[7][5]
  - The Temptations – Ear-Resistible
  - Will Downing – All the Man You Need
  - George Duke – Cool
  - Jeffrey Osborne – That's For Sure
  - Johnnie Taylor – Gotta Get the Groove Back
- 2002[8][5]
  - Gladys Knight – At Last
  - Regina Belle – This Is Regina!
  - Lamont Dozier – An American Original
  - Miki Howard – Three Wishes
  - The O'Jays – For the Love...
- 2003[9][10]
  - Chaka Khan & the Funk Brothers – What's Going On
  - Ann Nesby e Al Green – Put It on Paper
  - Remy Shand – Rocksteady
  - The Temptations – Lady
  - Luther Vandross – Any Day Now
- 2004[11][10]
  - Aretha Franklin – Wonderful
  - Earth, Wind & Fire – Hold Me
  - Anthony Hamilton – Comin' from Where I'm From
  - Patti LaBelle – Way Up There
  - Kelly Price – He Proposed
- 2005[12][10]
  - Prince – Musicology
  - Anita Baker – You're My Everything
  - Ray Charles & B.B. King – Sinner's Prayer
  - Al Green – I Can't Stop
  - Patti LaBelle – New Day
- 2006[13][10]
  - Aretha Franklin – A House Is Not a Home
  - Mariah Carey – Mine Again
  - Fantasia Barrino – Summertime
  - Alicia Keys – If I Was Your Woman
  - John Legend – Stay With You
- 2007[14][10]
  - George Benson & Al Jarreau featuring Jill Scott – God Bless the Child
  - Anita Baker – Christmas Time Is Here
  - Mary J. Blige & Raphael Saadiq – I Found My Everything
  - Sam Moore, Billy Preston, Zucchero, Eric Clapton & Robert Randolph – You Are So Beautiful
  - The Temptations – How Sweet It Is (To Be Loved by You)
- 2008[15][10]
  - Gerald Levert – In My Songs
  - Otis Clay – Walk a Mile in My Shoes
  - Randy Crawford & Joe Sample – All Night Long
  - Ann Nesby – I Apologize
  - Ryan Shaw – I Am Your Man
- 2009[16][10]
  - Al Green featuring Anthony Hamilton – You've Got the Love I Need
  - Wayne Brady – A Change Is Gonna Come
  - Linda Jones & Helen Bruner and Terry Jones – Baby I Know
  - Raphael Saadiq – Love That Girl
  - Jazmine Sullivan – In Love With Another Man

### Anni 2010
- 2010[17][10]
  - Beyoncé – At Last
  - Anthony Hamilton – Soul Music
  - Boney James & Quinn – Don't Let Me Be Lonely Tonight
  - Ann Nesby – Sow Love
  - Calvin Richardson – Woman Gotta Have It
- 2011[18][10]
  - John Legend & The Roots – Hang on in There
  - R. Kelly – When a Woman Loves
  - Calvin Richardson – You're So Amazing
  - Ryan Shaw – In Between
  - Betty Wright – Go [Live]
- 2012[19][10]
  - CeeLo Green featuring Melanie Fiona – Fool for You
  - Eric Benét – Sometimes I Cry
  - R. Kelly – Radio Message
  - Raphael Saadiq – Good Man
  - Betty Wright & The Roots – Surrender
- 2013[20]
  - Beyoncé – Love On Top
  - Anita Baker – Lately
  - Melanie Fiona – Wrong Side of a Love Song
  - Gregory Porter – Real Good Hands
  - SWV – If Only You Knew
- 2014[21]
  - Gary Clark Jr. – Please Come Home
  - Fantasia – Get It Right
  - Maysa – Quiet Fire
  - Gregory Porter – Hey Laura
  - Ryan Shaw – Yesterday
- 2015[22]
  - Robert Glasper Experiment featuring Lalah Hathaway & Malcolm-Jamal Warner – Jesus Children
  - Marsha Ambrosius & Anthony Hamilton – As
  - Angie Fisher – IRS
  - Kem – Nobody
  - Antonique Smith – Hold Up Wait A Minute (Woo Woo)
- 2016[23]
  - Lalah Hathaway – Little Ghetto Boy
  - Faith Evans – He Is
  - Jazmine Sullivan – Let It Burn
  - Tyrese – Shame
  - Charlie Wilson – My Favorite Part of You
- 2017[24]
  - Lalah Hathaway – Angel
  - William Bell – The Three of Me
  - BJ the Chicago Kid – Woman's World
  - Fantasia – Sleeping With the One I Love
  - Jill Scott – Can't Wait
- 2018[25]
  - Childish Gambino – Redbone
  - The Baylor Project – Laugh and Move On
  - Anthony Hamilton featuring The Hamiltones – What I'm Feelin'
  - Ledisi – All the Way
  - Mali Music – Still
- 2019[26]
  - Leon Bridges – Bet Ain't Worth the Hand
  - PJ Morton featuring Yebba – How Deep Is Your Love
  - Bettye LaVette – Don't Fall Apart on Me Tonight
  - Major – Honest
  - Charlie Wilson featuring Lalah Hathaway – Made for Love

### Anni 2020
- 2020[27]
  - Lizzo – Jerome
  - BJ the Chicago Kid – Time Today
  - India.Arie – Steady Love
  - Lucky Daye – Real Games
  - PJ Morton featuring Jazmine Sullivan – Built for Love
- 2021[28]
  - Ledisi – Anything for You
  - The Baylor Project – Sit On Down
  - Chloe x Halle – Wonder What She Thinks of Me
  - Mykal Kilgore – Let Me Go
  - Yebba – Distance
- 2022[29]
  - H.E.R. – Fight for You
  - Jon Batiste – I Need You
  - BJ The Chicago Kid, PJ Morton & Kenyon Dixon featuring Charlie Bereal – Bring It On Home to Me
  - Leon Bridges featuring Robert Glasper – Born Again
  - Lucky Daye featuring Yebba – How Much Can a Heart Take
- 2023[30]
  - Beyoncé – Plastic Off the Sofa
  - Snoh Aalegra – Do 4 Love
  - Babyface featuring Ella Mai – Keeps on Fallin'
  - Adam Blackstone featuring Jazmine Sullivan – 'Round Midnight
  - Mary J. Blige – Good Morning Gorgeous
- 2024[31]
  - PJ Morton featuring Susan Carol – Good Morning
  - Babyface featuring Coco Jones – Simple
  - Kenyon Dixon – Lucky
  - Victoria Monét featuring Earth, Wind & Fire e Hazel Monét – Hollywood
  - SZA – Love Language

- 2025[32]
  - Lucky Daye - That's You
  - Marsha Ambrosius - Wet
  - Kenyon Dixon - Can I Have This Groove
  - Lalah Hathaway featuring Michael McDonald - No Lie
  - Muni Long - Make Me Forget